# Synodontis alberti
Synodontis alberti är en fiskart som beskrevs av Schilthuis, 1891. Synodontis alberti ingår i släktet Synodontis och familjen Mochokidae. IUCN kategoriserar arten globalt som livskraftig. Inga underarter finns listade i Catalogue of Life.